# Steginoporella lateralis
Steginoporella lateralis is een i=uitgestorven mosdiertjessoort uit de familie van de Steginoporellidae. De wetenschappelijke naam van de soort is voor het eerst geldig gepubliceerd in 1895 door MacGillivray.